# H.M.T.D
HMTD é o acrônimo de Hexametilenotriperóxidodiamina. É um sólido branco, instável com fortes poderes oxidantes. É obtido com a reação entre um conhecido remédio para tratamentos renais chamado urotropina,peróxido de hidrogênio na presença de um catalisador ácido. Em contato com metais, formam-se compostos muito instáveis, tornando-se bem pouco segura sua armazenagem. A velocidade de detonação do HMTD é de 4700 metros por segundo aproximadamente.